# سكوت وايس
سكوت وايس (بالإنجليزية: Scott Weiss)‏ هو شخصية أعمال أمريكي، (ولد في ساراسوتا في الولايات المتحدة القرن 20  م).